# Каштановый воробей
Каштановый воробей (лат. Passer eminibey) — вид из рода настоящих воробьёв (Passer) семейства воробьиных (Passeridae). Самый маленький вид из рода Passer, обитающий в восточной Африке от Судана до Сомали и на юг до Танзании, где населяет саванны и луга вблизи болот. В период размножения иногда собираются небольшими колониями, а иногда занимает гнёзда ткачиковых.
Каштановый воробей — один из немногих видов воробьёв, которых в Европе иногда содержат в качестве декоративных птиц.

## Внешний вид
Длина тела составляет 11-11,5 см, по размеру примерно сопоставим с обыкновенной лазоревкой. Половой диморфизм присутствует: особи различаются по окраске оперения.
В оперении самца преобладает глубокий оттенок каштанового цвета. Хохолок черный. Края черно-бурого оперения теплые бежевые до ржаво-коричневых и довольно широкие на перьях крыла. Ноги бледно-коричневые. Вне сезона размножения поношенное оперение теряет часть своей каштаново-коричневой окраски. Оно выглядит неопрятным и перемежается светлыми швами, особенно на груди, и тёмными центрами перьев на спине и плечах. Клюв становится бледно-коричневым с темным кончиком.
У самок верхняя сторона коричнево-серая до боков шеи и на передней части спины. Бежевая полоса над глазами простирается от поводьев до задней части ушей. Лицо бежевое, а на подбородке и горле имеется бежево-коричневый или светло-каштановый участок. Низ беловатый, а на груди и боках бежево-коричневый. Спина буро-серая, к плечам светло-коричневая, на верхней стороне чётко перемежается с центрами тёмных перьев. Крестец тепло-коричневый, верхние кроющие хвоста, а также хвост коричневые. Последний имеет теплый бежевый цвет. Оперение крыльев такое же, как у самца, но края гораздо светлее бежевого цвета. Оперение бледно-желтое с серым кончиком и такими же краями.
Оперение молодых птенцов похоже на оперение самки, но гораздо бледнее. В первую зиму у самца уже хорошо заметна каштановая окраска. Верхняя сторона перемежается светлыми каймами, а нижняя сторона, которая все еще остается преимущественно светлой, покрыта каштаново-бурыми пятнами в форме полумесяца.
Самца каштанового воробья невозможно отличить по цвету оперения. Самок можно спутать с домовым воробьём. Самки каштанового воробья отличаются от самок домового воробья коричневым крестцом и коричневатым оттенком нижней стороны тела.
Вокализация представляет собой приглушенное щебетание. У гнезда самец издаёт высокочастотную щебечущую трель.

## Распространение и образ жизни
Питание каштанового воробья
Область распространения монотипичного каштанового воробья простирается от западного Судана через Эфиопию до юго-западного Сомали. На юг ареал простирается через восточную Уганду и Кению до северной части центральной Танзании. Распространённый вид, не находящийся под угрозой исчезновения.
Вид заселяет сухие луга и саванны с кустарниками и зарослями акации, часто вблизи болот. Также часто встречается вблизи населенных пунктов. Его можно встретить парами или небольшими стайками, иногда вместе с красноклювыми ткачами или более мелкими видами.
В период размножения иногда собираются небольшими колониями. Гнездо обычно располагается высоко в кустах или на верхушках деревьев. Помимо самостоятельно построенных гнезд, для размножения используются гнёзда ткачиковых, таких как сероголовый общественный ткач или Ploceus intermedius. Иногда они встречаются вместе с этими видами в колониях. Считается, что каштановый воробей может стать гнездовым паразитом, который больше не строит гнёзда сам. В колонии, где помимо 6 000 гнездящихся пар сероголовых общественных ткачей было ещё 100 пар каштановых воробьев, самцы каштановых воробьев вытеснили сероголовых общественных ткачей из их гнёзд. Каштановые воробьи не строили собственных гнезд и не использовали брошенные гнезда сероголовых общественных ткачей. Поведение каштанового воробья, по-видимому, спровоцировано гнездостроительной деятельностью птиц-ткачей. Самец каштанового воробья остаётся в гнезде ткачиковых на несколько часов, спариваясь там. Он нападает на прилетающих к гнезду птиц-ткачей, прогоняет и кусает их, и в конце концов птицы-ткачи покидают гнездо.
Инкубационный период кладки длится 13 дней. Насиживает в основном самка, а самец лишь на короткое время подменяет её. Инкубационный период у птиц, содержащихся в неволе, составляет 18-19 дней. Однако в воспитании птенцов участвуют представители обоих полов. Период высиживания птенцов составляет 17 дней.
Каштановый воробей питается разнообразными семенами, также поедает бытовые отходы и насекомых. Рацион птенцов состоит в основном из мелких насекомых.

## Систематика

Слева направо: Passer euchlorus с преимущественно жёлтым оперением, жёлтый воробей, в оперении которого присутствуют желтые и коричневые цвета, и каштановый воробей

Каштановый воробей был впервые научно описан как Sorella emini bey Густавом Хартлаубом в Journal für Ornithologie в 1880 году. Хартлауб дал виду видовой эпитет emini bey в честь родившегося в Германии исследователя Африки и губернатора Экваториальной провинции Эдуарда Шницера, который в Османской империи был известен как Эмин-паша или Эмин-бей. Эдуард Шнитцер добыл типовой экземпляр либо на территории нынешнего Южного Судана, либо в Уганде. Необычное написание Хартлаубом специфического эпитета в виде двух слов привело к тому, что этот вид иногда называли просто Sorella emini или Sorella emini-bey.
Хартлауб считал, что необычный цвет оперения каштанового воробья и строение его тела достаточно сильно отличаются от других видов рода Passer, чтобы обосновать его классификацию в собственном монотипическом роде Sorella. Сегодня, однако, каштановый воробей последовательно относят к роду Passer. Каштановый воробей тесно связан с двумя другими видами Passer, которые также имеют необычную для видов Passer окраску оперения. Самцы Passer euchlorus почти полностью жёлтые, а самцы жёлтого воробья имеют каштаново-коричневую спину и в остальном жёлтое оперение. Все три вида демонстрируют очень схожее поведение. Особенно поразительно то, что вместе с месопотамским воробьём они демонстрируют поведение ухаживания когда самцы трепещут крыльями над телом.
Каштановый воробей, Passer euchlorus и жёлтый воробей долгое время считались наиболее обособленными видами рода Passer, имеющими лишь относительно низкую степень родства с домовым воробьем и другими видами воробьёв, обитающих в Палеарктике. Поэтому иногда их помещали в отдельный род Auripasser. Однако исследования митохондриальной ДНК показывают, что каштановый воробей, а также Passer euchlorus и жёлтый воробей либо произошли от этих видов воробьев, либо находятся с ними в близком родстве.